# Úrsula Martín
Úrsula Martín Oñate (ur. 1 czerwca 1976) – hiszpańska judoczka. Olimpijka z Sydney 2000, gdzie zajęła piąte miejsce w wadze średniej.
Piąta na mistrzostwach świata w 1997; siódma w 1999. Startowała w Pucharze Świata w latach 1995-2003. Zdobyła pięć medali mistrzostw Europy w latach 1997 - 2001.
Jej siostra Beatriz Martín, również była judoczką i olimpijką z Sydney 2000.

## Letnie Igrzyska Olimpijskie 2000
| Konkurencja | Eliminacje               | Eliminacje             | Eliminacje         | Finały             | Finały                | Klas. końcowa |
| Konkurencja | Przeciwnik I             | Przeciwnik II          | 1/4                | 1/2                | o 3 miejsce           | Miejsce       |
| ----------- | ------------------------ | ---------------------- | ------------------ | ------------------ | --------------------- | ------------- |
| 70 kg       | Andrea Pažoutová (TCH) Z | Ulla Werbrouck (BEL) Z | Masae Ueno (JPN) Z | Kate Howey (GBR) P | Ylenia Scapin (ITA) P | 5.            |